# St. Agatha (Angelmodde)

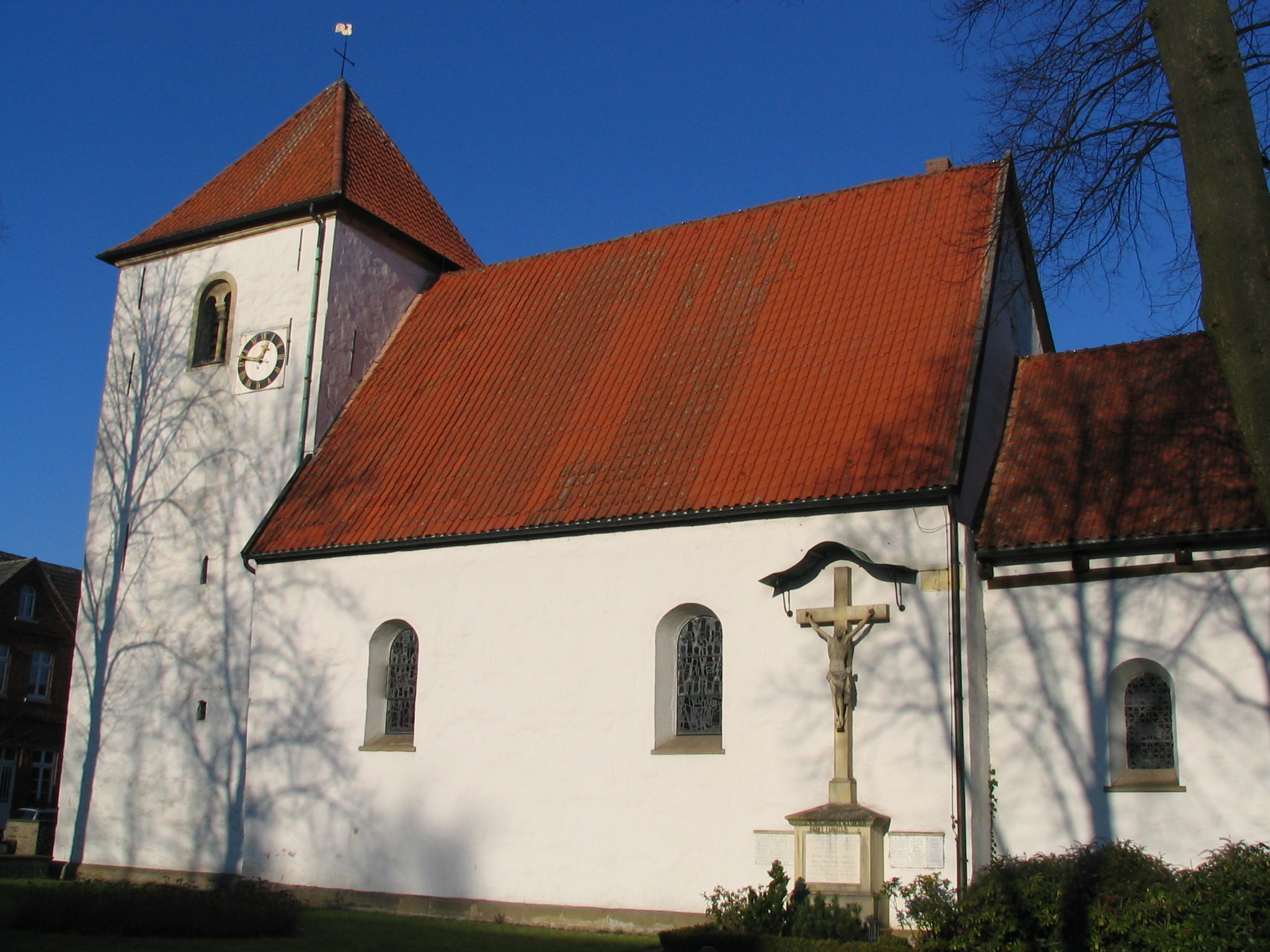
Pfarrkirche St. Agatha

Die katholische Pfarrkirche St. Agatha ist eine denkmalgeschützte Wehrkirche in Angelmodde, einem Ortsteil von Münster (Nordrhein-Westfalen).

## Geschichte und Architektur
Die Kirche ist eine der wenigen romanischen Dorfkirchen im Münsterland, die noch einen annähernd ursprünglichen Eindruck vermitteln.
Der kleine romanische Saal zu zwei Jochen und einem niedrigen quadratischen Chor wurde am Ende des 12. oder am Anfang des 13. Jahrhunderts errichtet. Der Westturm wirkt gedrungen, die kleine Apsis ist flachrund gehalten. Bei der Restaurierung von 1953 bis 1957 wurden die Fenster wieder ihrer ursprünglichen Größe angenähert. Erneut wurde von 1978 bis 1979 renoviert. Die verputzten Bruchsteinmauern sind durch kleine Rundbogenfenster, der Turm ist durch Biforienfenster gegliedert. Das westliche Portal mit eingestellten Säulen ist wohl aus der Zeit um 1200, es wurde erneuert. Die Kreuzgratgewölbe im Langhaus ruhen auf kräftigen, kreuzförmigen Wandpfeilern und breiten Schild- und Gurtbögen. Die Kämpfer der Pfeiler sind mit Schachbrettmuster oder attischem Profil verziert. Die Bleiglasfenster wurden von 1957 bis 1958 nach Entwürfen von Vincenz Pieper angefertigt.

## Ausstattung
- Die Madonnenfigur vom 18. Jahrhundert wurde später neu gefasst.
- Außen an der Südwand steht das Grabmal für Fürstin Amalie von Gallitzin (1748–1806).

### Glocken
- Die beiden Glocken von 1538 wurden von Wolter Westerhues gegossen. Sie stammen aus der abgebrochenen Kirche St. Jacobi in Münster.

### Orgel
Auf einer kleinen Empore befindet sich die älteste Orgel Münsters. Das Instrument wurde 1842 von dem Orgelbauer Johann Kersting (Münster) mit sechs Registern erbaut und 1882 mit einem Pedal ausgestattet. 1958 wurde die Orgel von dem Orgelbauer Franz Breil (Dorsten) verändert. Er entfernte den stummen Prospekt von 1882 und baute ein neues Pedalwerk. Das Schleifladen-Instrument hat heute acht Register auf einem Manual und Pedal. Die Trakturen sind mechanisch. Das Manualwerk ist an das Pedal koppelbar.
| I Manualwerk C–f3 |    |
| Principal         | 4′ |
| Flaut travers     | 8′ |
| Bourdun           | 8′ |

| (Fortsetzung) |    |
| Flauto dolce  | 4′ |
| Octav         | 2′ |
| Mixtur III    |    |

| Pedal C–d1    |     |
| Subbass       | 16′ |
| Gedacktpommer | 4′  |

## Trivia
Im Sommer 2022 fanden Sanierungsarbeiten am Dachwerk statt. Diese wurden durch den Fachbereich Denkmalpflege des Landschaftsverbands Westfalen-Lippe begleitet. In diesem Zusammenhang fanden Forschungsarbeiten an der Kirche statt. Die Kirche sowie die Ergebnisse der Bauforschung wurden zum Denkmal des Monats im November 2022 erklärt.